# Niederstinzel
Ne doit pas être confondu avec Oberstinzel.
Niederstinzel est une commune française située dans le département de la Moselle en région Grand Est.
Cette commune se trouve dans la région historique de Lorraine et fait partie du pays de Sarrebourg.

## Géographie
Le territoire communal de Niederstinzel est délimité au nord par la frontière séparant la Moselle de l'Alsace Bossue (Bas-Rhin). Il fait partie de la ZNIEFF du pays des étangs.
La commune est traversée par la ligne de (Sarrebourg) Berthelming à Sarreguemines. Cependant le tronçon entre Berthelming et Sarre-Union est actuellement inexploité et la gare de Niederstinzel est fermée à tout trafic.

### Communes limitrophes
| Vibersviller | Altviller Bas-Rhin | Diedendorf Bas-Rhin   |
| Mittersheim  | Niederstinzel      | Wolfskirchen Bas-Rhin |
| Fénétrange   |                    | Postroff              |

### Hydrographie
La commune est située dans le bassin versant du Rhin au sein du bassin Rhin-Meuse. Elle est drainée par la Sarre, le ruisseau le Naubach, le ruisseau de la Tiglenlache, le ruisseau du Grandchwarz-Weiher, le ruisseau Hetterlach et le ruisseau l'Otterbach.
La Sarre, d'une longueur totale de 129,2 km, est un affluent de la Moselle et donc un sous-affluent du Rhin, qui coule en Lorraine, en Alsace bossue et dans les Länder allemands de la Sarre (Saarland) et de Rhénanie-Palatinat (Rheinland-Pfalz).
Le Naubach, d'une longueur totale de 23 km, prend sa source dans la commune de Belles-Forêts et se jette  dans la Sarre à Harskirchen, après avoir traversé huit communes.

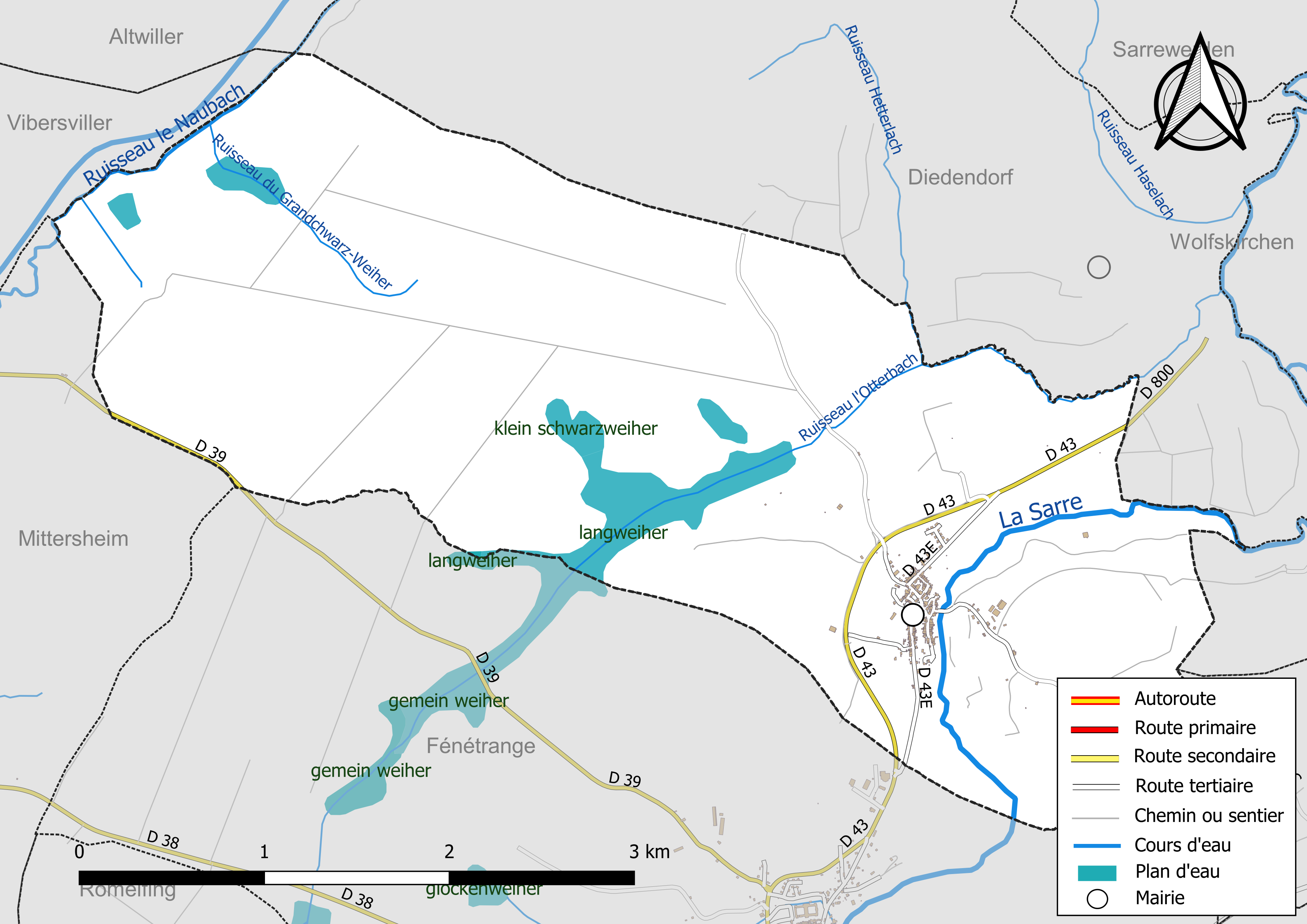
Réseaux hydrographique et routier de Niederstinzel.

La qualité des eaux des principaux cours d’eau de la commune, notamment de la Sarre et du ruisseau le Naubach, peut être consultée sur un site spécial géré par les agences de l’eau et l’Agence française pour la biodiversité.

### Climat
Pour des articles plus généraux, voir Climat du Grand Est et Climat de la Moselle.
En 2010, le climat de la commune est de type climat des marges montargnardes, selon une étude du Centre national de la recherche scientifique s'appuyant sur une série de données couvrant la période 1971-2000. En 2020, Météo-France publie une typologie des climats de la France métropolitaine dans laquelle la commune est exposée à un climat semi-continental et est dans la région climatique  Vosges, caractérisée par une pluviométrie très élevée (1 500 à 2 000 mm/an) en toutes saisons et un hiver rude (moins de 1 °C). 
Pour la période 1971-2000, la température annuelle moyenne est de 9,9 °C, avec une amplitude thermique annuelle de 17,1 °C. Le cumul annuel moyen de précipitations est de 903 mm, avec 11,9 jours de précipitations en janvier et 9,5 jours en juillet. Pour la période 1991-2020, la température moyenne annuelle observée sur la station météorologique de Météo-France la plus proche, « Berg », sur la commune de Berg à 10 km à vol d'oiseau, est de 10,4 °C et le cumul annuel moyen de précipitations est de 801,8 mm. 
La température maximale relevée sur cette station est de 37,4 °C, atteinte le 25 juillet 2019 ; la température minimale est de −16,8 °C, atteinte le 7 février 2012,,. 
Les paramètres climatiques de la commune ont été estimés pour le milieu du siècle (2041-2070) selon différents scénarios d'émission de gaz à effet de serre à partir des nouvelles projections climatiques de référence DRIAS-2020. Ils sont consultables sur un site spécial publié par Météo-France en novembre 2022.

## Urbanisme

### Typologie
Au 1er janvier 2024, Niederstinzel est catégorisée commune rurale à habitat dispersé, selon la nouvelle grille communale de densité à sept niveaux définie par l'Insee en 2022.
Elle est située hors unité urbaine. Par ailleurs la commune fait partie de l'aire d'attraction de Sarrebourg, dont elle est une commune de la couronne,. Cette aire, qui regroupe 87 communes, est catégorisée dans les aires de 50 000 à moins de 200 000 habitants,.

### Occupation des sols
L'occupation des sols de la commune, telle qu'elle ressort de la base de données européenne d’occupation biophysique des sols Corine Land Cover (CLC), est marquée par l'importance des forêts et milieux semi-naturels (52,3 % en 2018), une proportion identique à celle de 1990 (52,3 %). La répartition détaillée en 2018 est la suivante : 
forêts (50,1 %), prairies (33,1 %), terres arables (7,2 %), zones urbanisées (2,6 %), eaux continentales (2,6 %), zones agricoles hétérogènes (2,2 %), milieux à végétation arbustive et/ou herbacée (2,2 %). L'évolution de l’occupation des sols de la commune et de ses infrastructures peut être observée sur les différentes représentations cartographiques du territoire : la carte de Cassini (XVIIIe siècle), la carte d'état-major (1820-1866) et les cartes ou photos aériennes de l'IGN pour la période actuelle (1950 à aujourd'hui).

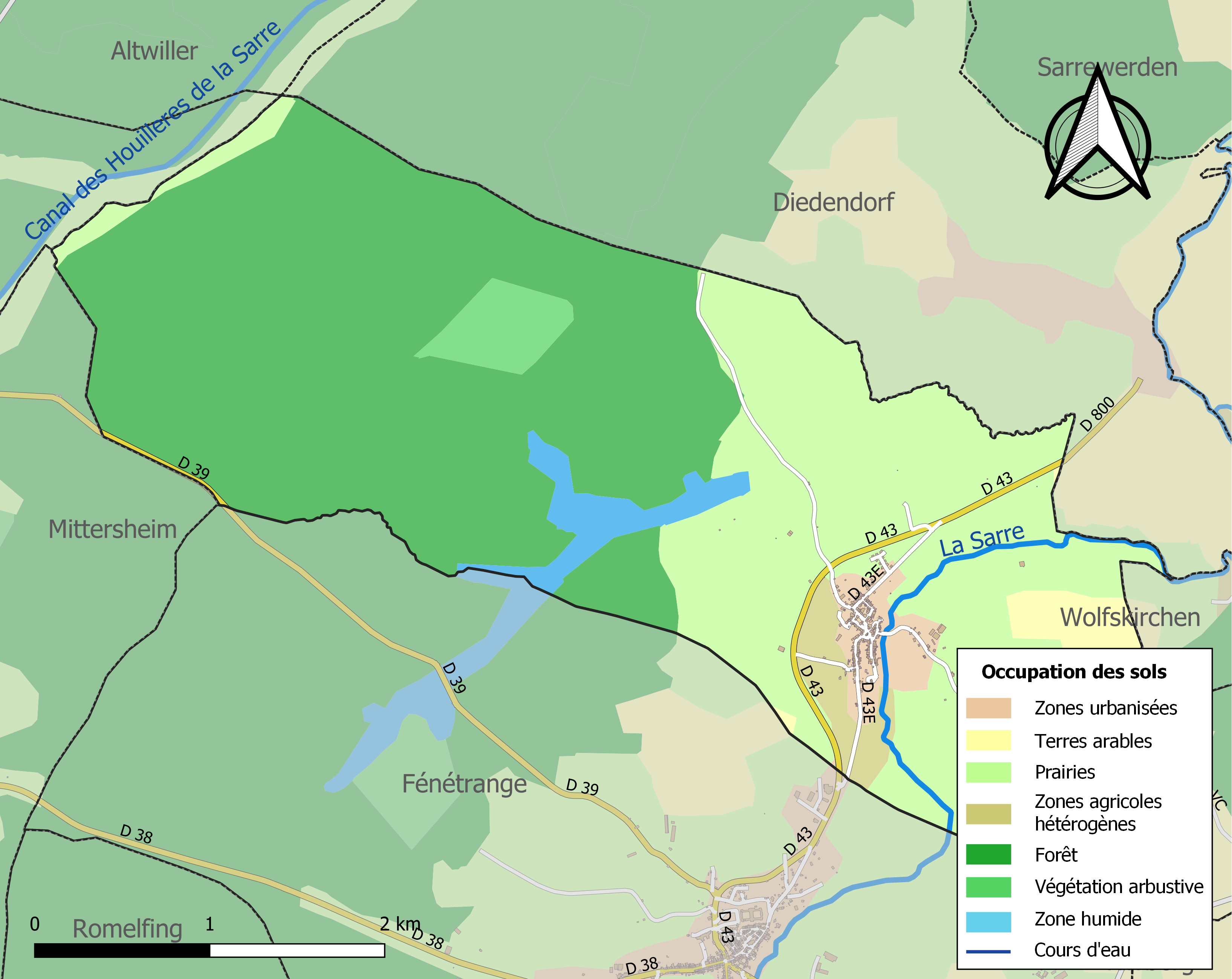
Carte des infrastructures et de l'occupation des sols de la commune en 2018 (CLC).

## Toponymie
- De l'adjectif germanique nieder «d'en bas» ajouté au nom de lieu Stinzel[16].
- Steinsilide (1050) ; Nidersteinselle, Steinsel-Bas ou Steinzel (1779) ; Niederstinzel (1793) ; Nidersteinselle (1801)[17].
- Nidderstinzle en francique lorrain.

## Histoire
Steinsel ou Stinzel (d'après Steinsalida, « la petite maison en pierre »), était le nom d'un château-fort commandant la seigneurie du même nom, laquelle comprenait les villages de Eckartswiller et Altenheim. Elle est citée en 1050 : "Steinsilide".
Acquis par Jean de Geroldseck au XIVe siècle, le château et la seigneurie en prirent le nom, passant ensuite à de multiples branches de la famille. Les barons de Fénétrange en rachetèrent une part, et c'est sous l'impulsion ces derniers que la Réforme fut instaurée à Stinzel en 1565, jusqu'en 1685.

## Politique et administration
| Période                                  | Période  | Identité        | Étiquette | Qualité |
| ---------------------------------------- | -------- | --------------- | --------- | ------- |
| Les données manquantes sont à compléter. |          |                 |           |         |
| mars 1989                                | ?        | Didier Klein    |           |         |
| mai 2020                                 | En cours | Patrick Sinteff |           |         |

## Démographie
L'évolution du nombre d'habitants est connue à travers les recensements de la population effectués dans la commune depuis 1793. Pour les communes de moins de 10 000 habitants, une enquête de recensement portant sur toute la population est réalisée tous les cinq ans, les populations de référence des années intermédiaires étant quant à elles estimées par interpolation ou extrapolation. Pour la commune, le premier recensement exhaustif entrant dans le cadre du nouveau dispositif a été réalisé en 2006.

En 2022, la commune comptait 236 habitants, en évolution de −9,23 % par rapport à 2016 (Moselle : +0,52 %, France hors Mayotte : +2,11 %).
| 1793 | 1800 | 1806 | 1821 | 1831 | 1836 | 1841 | 1846 | 1851 |
| ---- | ---- | ---- | ---- | ---- | ---- | ---- | ---- | ---- |
| 611  | 562  | 667  | 778  | 822  | 884  | 840  | 924  | 891  |

| 1856 | 1861 | 1871 | 1875 | 1880 | 1885 | 1890 | 1895 | 1900 |
| ---- | ---- | ---- | ---- | ---- | ---- | ---- | ---- | ---- |
| 802  | 801  | 711  | 697  | 630  | 641  | 587  | 544  | 505  |

| 1905 | 1910 | 1921 | 1926 | 1931 | 1936 | 1946 | 1954 | 1962 |
| ---- | ---- | ---- | ---- | ---- | ---- | ---- | ---- | ---- |
| 503  | 462  | 397  | 365  | 360  | 362  | 368  | 325  | 334  |

| 1968 | 1975 | 1982 | 1990 | 1999 | 2006 | 2011 | 2016 | 2021 |
| ---- | ---- | ---- | ---- | ---- | ---- | ---- | ---- | ---- |
| 334  | 316  | 287  | 253  | 243  | 245  | 265  | 260  | 241  |

| 2022 | - | - | - | - | - | - | - | - |
| ---- | - | - | - | - | - | - | - | - |
| 236  | - | - | - | - | - | - | - | - |

## Culture locale et patrimoine

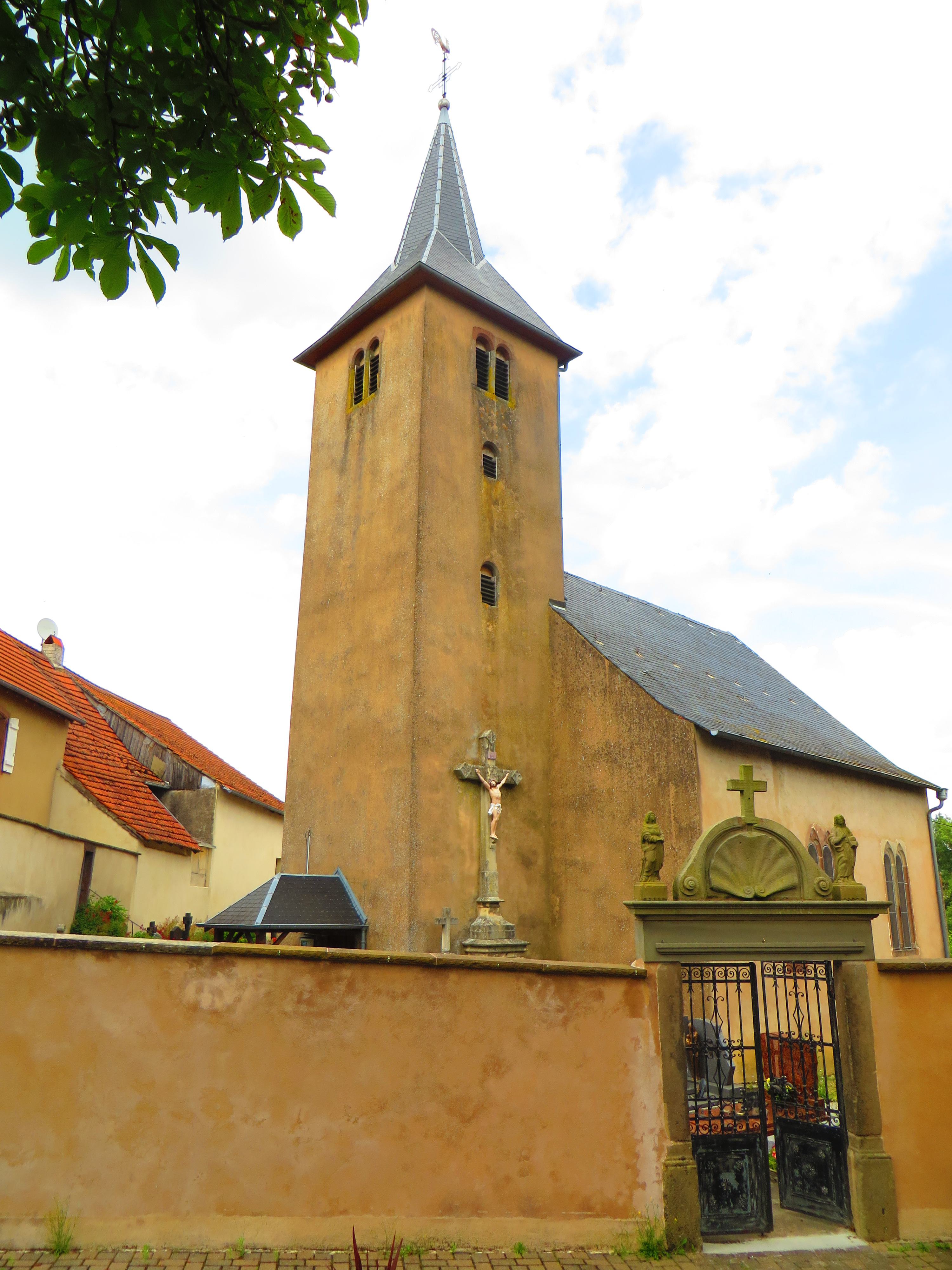
Église Saint-Nicolas

### Lieux et monuments

#### Édifices civils
- Traces d'une villa romaine.
- Ruines du château de Geroldseck XIIIe siècle : tour ronde, vestiges d'un double fossé.

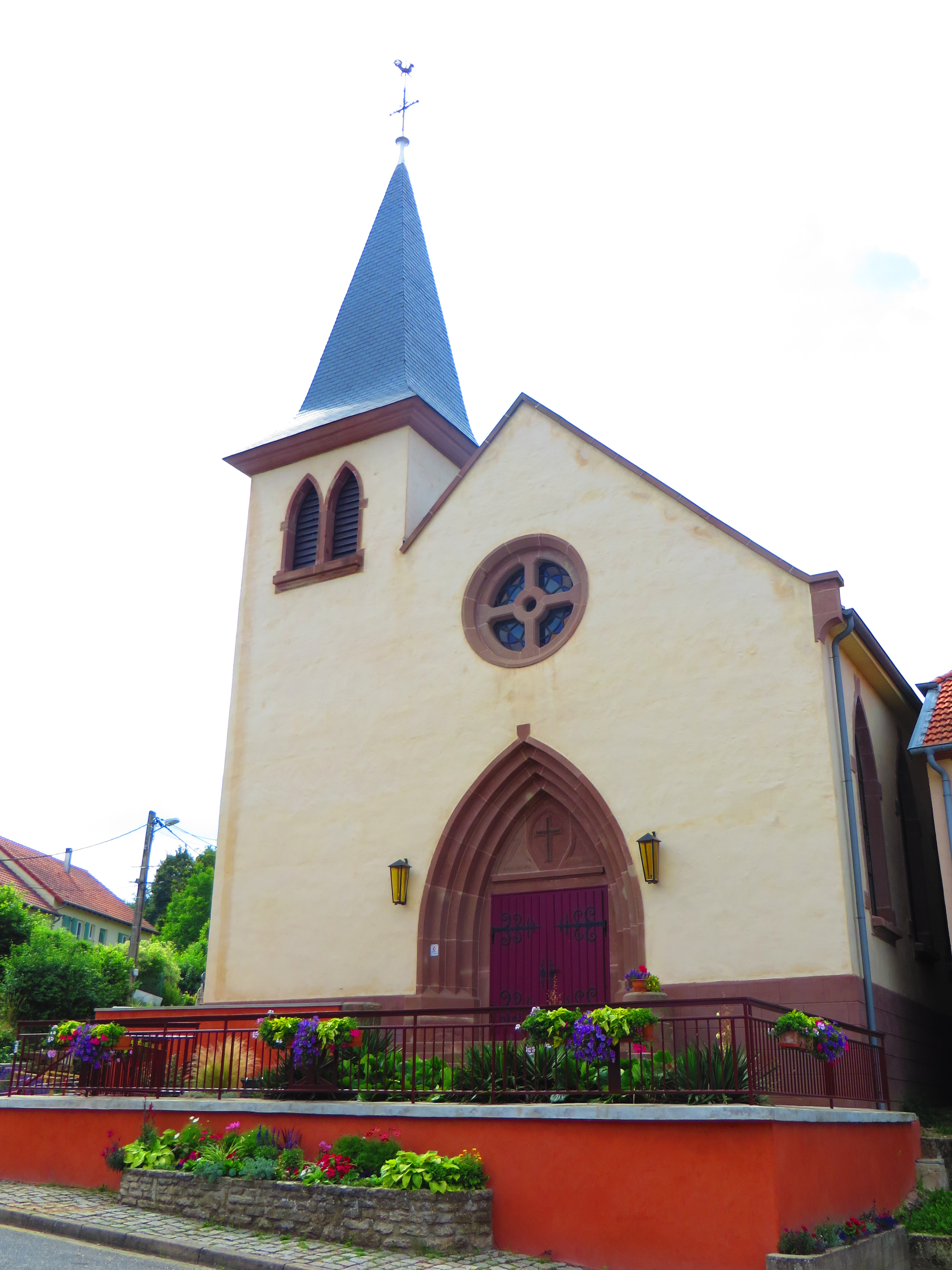
Église luthérienne

#### Édifices religieux
- Église Saint-Nicolas XVe siècle/XVIIe siècle : chœur XVe siècle ; autel XVIIIe siècle, pietà XVIIe siècle
- Église luthérienne, rue Principale construite en 1934.
- Ancien ossuaire 1704.
- Porte du cimetière.
- Calvaire 1745.

### Personnalités liées à la commune
- Georges Imbert, né en 1884 à Niederstinzel, inventeur du gazogène à bois.

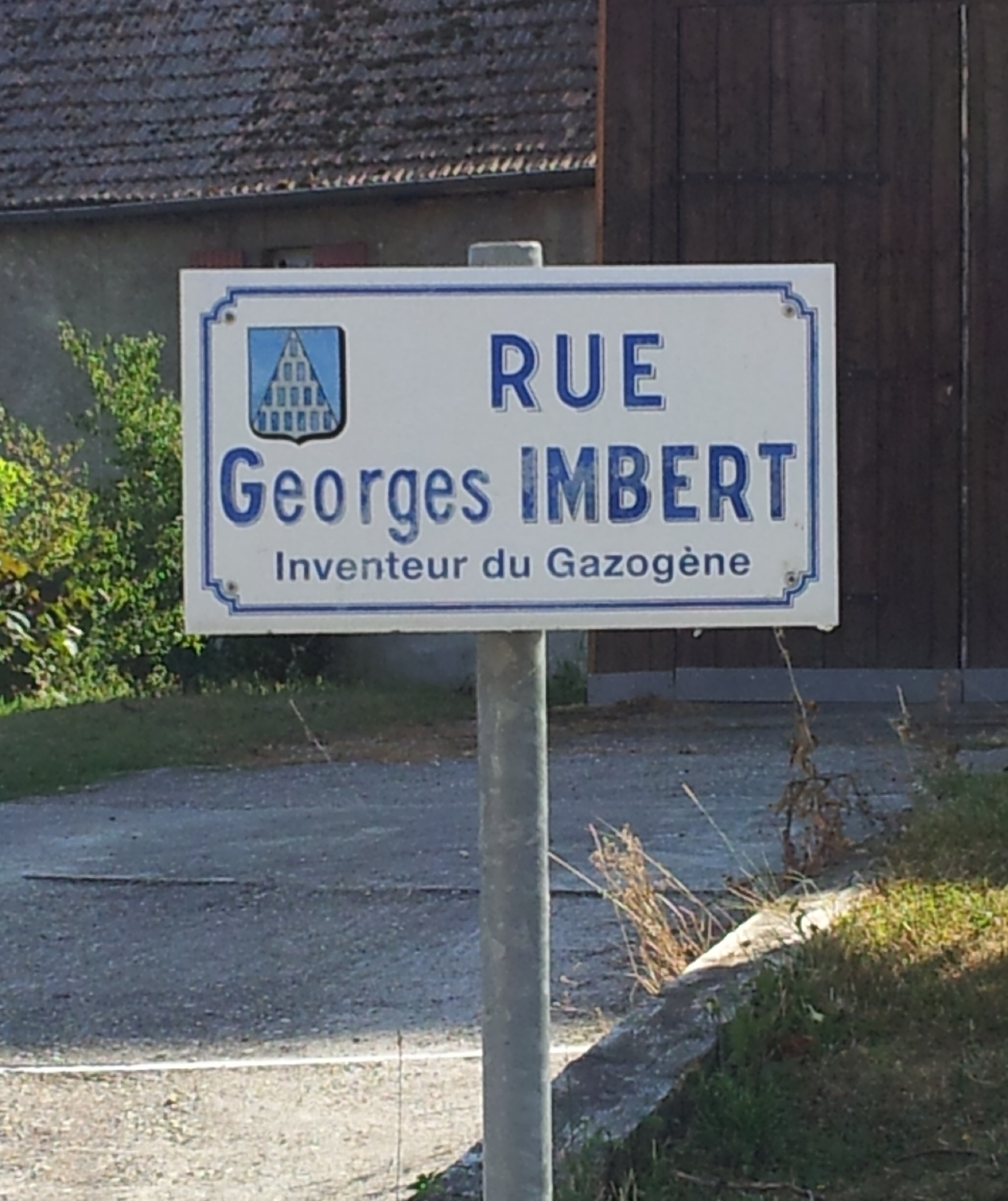
Rue Georges-Imbert, inventeur du gazogène vers 1920 et né à Niederstinzel le 25 mars 1884.

### Héraldique
| Blason de Niederstinzel | Blason  | D'argent semé de billettes d'azur, au chapé du même. |
| Blason de Niederstinzel | Détails | Le statut officiel du blason reste à déterminer.     |

## Pour approfondir